# Enhedskommandoen
Enhedskommandoen var fra 1962 til 2004 betegnelsen for en militær kommando inden for NATO-kommandosystemet. Kommandoen havde ansvaret for forsvaret af Danmark og Slesvig-Holsten.

## Betegnelser
Enhedskommandoen var den almindeligt anvendte danske betegnelse for Enhedskommandoen for den sydlige del af NATO´s Nordregion. Da kommandoen i 1994 blev overført til Centralregionen ændredes betegnelsen til Enhedskommandoen for den nordlige del af NATO´s Centralregion. På engelsk hed kommandoen Allied Forces Baltic Approaches, dvs. de allierede styrker ved Østersøens adgangsveje, almindeligvis forkortet til BALTAP. Chefen for kommandoen kaldtes Commander Allied Forces Baltic Approaches, COMBALTAP. Navnet "Enhedskommandoen" henviste dels til, at kommandoen omfattede styrker fra alle tre værn (plus marineinfanteriet i forstærkningerne), dels til at kommandoen var sammensat af styrker fra flere lande.

## Oprettelse
Kommandoen blev oprettet i 1962 efter at der allerede i nogle år havde eksisteret et uformelt samarbejde især mellem danske og tyske flådestyrker. Oprettelsen af kommandoen skete i erkendelse af, at forsvaret af Danmark og Slesvig-Holsten var sammenhørende og måtte koordineres tæt. I Danmark vakte tankerne om et militært samarbejde med tyskerne og dermed muligheden for at se tyske soldater på dansk jord kun 16 år efter besættelsens ophør betydelig modstand. Fra dansk side blev det et krav, som man fik gennemført, at kommandoen altid skulle have en dansk chef. Hovedkvarteret blev oprettet på Flyvestation Karup og kom til at bestå af officerer og andre befalingsmænd fra Danmark, Vesttyskland, Storbritannien, USA samt enkelte fra Canada og Norge.

## Organisation
BALTAP blev i første omgang underlagt NATO´s Nordregion med hovedkvarter i Kolsås i Norge. Ved en omorganisering i 1994 blev underlæggelsesforholdet ændret til NATO´s Centralregion med hovedkvarter i Brunssum i Holland. Kommandoen fik fire underlagte kommandoer:
- COMLANDJUT med hovedkvarter i Rendsborg og omfattende danske og tyske hærstyrker i Jylland/Fyn og i Slesvig-Holsten.
- COMLANDZEALAND med hovedkvarter i København, fra 1978 i Ringsted og omfattende danske hærstyrker på Sjælland.
- COMNAVBALTAP med hovedkvarter i Kiel-Holtenau, fra 1976 i Karup og omfattende danske og tyske flådestyrker.
- COMAIRBALTAP med hovedkvarter i Karup og omfattende danske og tyske flystyrker.

Desuden fik BALTAP tildelt betydelige britiske og amerikanske forstærkninger, som kunne indsættes i ansvarsområdet i en krisesituation.

## Chefer
Enhedskommandoens chef var altid dansk og den næstkommanderende altid tysk. Stabschefen var altid dansk. Chefer fra Hæren (H) og Flyvevåbnet (F) havde grad af generalløjtnant, medens chefer fra Søværnet (S) havde grad af viceadmiral.
- 1962 – 63: Tage Andersen (F)
- 1963 – 69: Eigil Wolff (H)
- 1970 – 75: Adam Helms (S)
- 1976 – 80: Christian Vegger (H)
- 1980 – 84: Otto K. Lind (H)
- 1984 – 87: Niels-Aage Rye-Andersen (H)
- 1987 – 88: P. Thorsen (F)
- 1988 – 90: Bent E. Amled (F)
- 1990 – 93: M.V. Hansen (F)
- 1993 – 95: Kjeld Hillingsø (H)
- 1995 – 00: Knud Borck (S)
- 2000 – 02: Ove Høegh-Guldberg Hoff (H)
- 2002 – 04: Jan Scharling (H)

## Senere historie
I år 2000 ændrede kommandoen betegnelse til Joint Command North East, og den havde derefter ikke længere fast tildelte styrker. Ved Polens optagelse i NATO i 1999 blev hovedkvarteret udvidet med et antal polske officerer. I forbindelse med NATO´s omorganisering i 2004, som omfattede en nedlæggelse af stort set alle alliancens såkaldte niveau 3-myndigheder, ophørte Enhedskommandoen med at eksistere.